# Estadio César Acuña Peralta
El Estadio César Acuña Peralta es un recinto deportivo ubicado en el distrito de Huanchaco, en la provincia de Trujillo, departamento de La Libertad, en el norte del Perú. En este estadio juega como local el Club Deportivo Universidad César Vallejo. Fue inaugurado el 12 de abril de 2025.

## Historia
La idea de contar con un estadio propio nació como parte del proyecto deportivo del Club Deportivo Universidad César Vallejo. Durante la presentación de la nueva indumentaria del equipo para afrontar la Liga1 del 2024, el presidente del club, Richard Acuña Núñez, anunció públicamente la necesidad urgente de tener un estadio propio, al tiempo que reafirmaba el objetivo institucional de luchar por el campeonato nacional. El proyecto inicial contemplaba la construcción de un estadio con capacidad para 12 000 espectadores, ubicado en el sector de El Milagro, en Trujillo. Con el paso del tiempo, se decidió redirigir el proyecto y aprovechar una de las canchas de la Villa Poeta, un complejo deportivo propiedad del club, ubicado en el distrito de Huanchaco.
La adaptación y construcción del nuevo estadio se completó a finales de marzo de 2025, y fue oficialmente inaugurado el 12 de abril del mismo año. El partido inaugural enfrentó al Club Deportivo Universidad César Vallejo y al FC Cajamarca, en un encuentro que terminó con victoria del equipo visitante por 2 a 3.

## Descripción
Cuenta con un campo de juego de césped natural cuyas dimensiones son de 105 x 70 metros. Dispone de una tribuna ubicada en la zona oriental, con capacidad para albergar hasta 2000 espectadores. Además, el recinto cuenta con cuatro camerinos destinados a los equipos y uno adicional para el cuerpo arbitral.

## Definiciones
| Fecha      | Local            | Resultado | Visitante             | Competición |
| ---------- | ---------------- | --------- | --------------------- | ----------- |
| 12-04-2025 | César Vallejo    | 2 - 3     | FC Cajamarca          | Liga 2 2025 |
| 27-04-2025 | César Vallejo    | 2 - 0     | Carlos A. Mannucci    | Liga 2 2025 |
| 28-04-2025 | César Vallejo II | 1 - 1     | U. Santo Domingo      | Liga 3 2025 |
| 11-05-2025 | César Vallejo    | 4 - 1     | Deportivo Llacuabamba | Liga 2 2025 |
| 12-05-2025 | César Vallejo II | 2 - 0     | Carlos Stein          | Liga 3 2025 |
| 19-05-2025 | César Vallejo II | 1 - 1     | Juventud Cautivo      | Liga 3 2025 |
| 24-05-2025 | César Vallejo    | 1 - 3     | ADA Jaén              | Liga 2 2025 |
| 02-06-2025 | César Vallejo II | 1 - 0     | Cultural Volante      | Liga 3 2025 |
| 07-06-2025 | César Vallejo    | 0 - 0     | FC San Marcos         | Liga 2 2025 |
| 21-06-2025 | César Vallejo    | 2 - 0     | Pirata FC             | Liga 2 2025 |
| 23-06-2025 | César Vallejo II | 4 - 0     | Sport Bolognesi       | Liga 3 2025 |